# Athanasia
Athanasia là một chi thực vật có hoa trong họ Cúc (Asteraceae).

## Loài
Chi Athanasia gồm các loài: